# Duncan Edwards
Duncan Edwards, född 1 oktober 1936 i Dudley, död 21 februari 1958 i München, var en engelsk fotbollsspelare som spelade för Manchester United. 
Han var en av spelarna i Manchester Uniteds legendariska lag "The Busby babes" ("Busby" kommer av den dåvarande tränaren Matt Busby och "Babes" av den låga medelåldern på spelarna).
Edwards var en av spelarna som dog i samband med flygolyckan i München den 6 februari 1958 som orsakade 23 människors död, varav 8 spelade för Manchester United. Edwards dog inte direkt på plats, utan dog två veckor senare på sjukhuset, 21 år gammal.
De som spelade tillsammans med, eller mot, Edwards säger att han var en "komplett spelare" utan några svagheter i spelet. Han hade mycket god kondition och kunde skjuta bra med båda fötterna. Han var bra i luftrummet, en god passningsspelare och en skicklig tacklare, folk som såg honom spela har i generationer sagt att han är den bästa spelaren de någonsin sett, och att han skulle blivit världens bästa spelare någonsin.
Trots sin tidiga död hann Edwards med att spela 151 ligamatcher för United och göra 20 mål. I landslaget blev det 18 matcher och 5 mål.